# Pont du Diable (Cividale del Friuli)
Le pont du Diable (Puìnt dal Diàul en frioulan) est le symbole de la ville de Cividale del Friuli, dans la province d'Udine, dans la région autonome du Frioul-Vénétie Julienne, en Italie. Construit en pierre à partir de 1442 et divisé en deux arcs, il repose sur un rocher naturel placé dans le lit de la rivière Natisone, le long de laquelle se situe une gorge spectaculaire. Le pont mesure 22,50 m de haut, repose sur trois pylônes, se développant sur 48 m sur deux arches de largeur différente (22 m et 19 m), la dissymétrie étant due à la position du rocher sur lequel repose le pilier central.

## Histoire

### Construction
Jusqu'au XIIIe siècle, il existe un passage en bois qui est fréquemment soumis à la furie destructrice des eaux du fleuve ; le besoin de le remplacer par une construction en pierre plus solide apparait alors. Le projet du nouveau pont est développé par Iacopo Dugaro da Bissone, avec qui la municipalité signe un contrat le 11 décembre 1441. Les travaux se poursuivent avec une série interminable d'accrocs et durent presque jusqu'au début du XVIe siècle.
La construction commence en 1442, qui se poursuit sous la direction de Dugaro jusqu'à sa mort en 1445. Elle est ensuite reprise par son collaborateur Erardo da Villaco. En 1453, l'armature est retirée, mais l'ouvrage est toujours inachevé ; Erardo meurt également. En 1558, le pont est pavé et en 1689, il est restauré pour la première fois. Une restauration ultérieure, par Giuseppe Cabassi, est réalisée en 1836.
La construction est démolie par l'armée italienne le 27 octobre 1917 lors des événements tragiques de la bataille de Caporetto dans une tentative absurde et inutile de retarder l'avancée de l'ennemi (l'armée austro-allemande n'était certainement pas intéressée à passer la Natisone à Cividale, mais plutôt de poursuivre sa progression vers Udine). Il est rapidement reconstruit, sous la même forme, par les Autrichiens sous la direction d'Anselmo Nowak et inauguré le 18 mai 1918. Par la suite, il subit des dommages limités en 1945 du fait de soldats allemands.

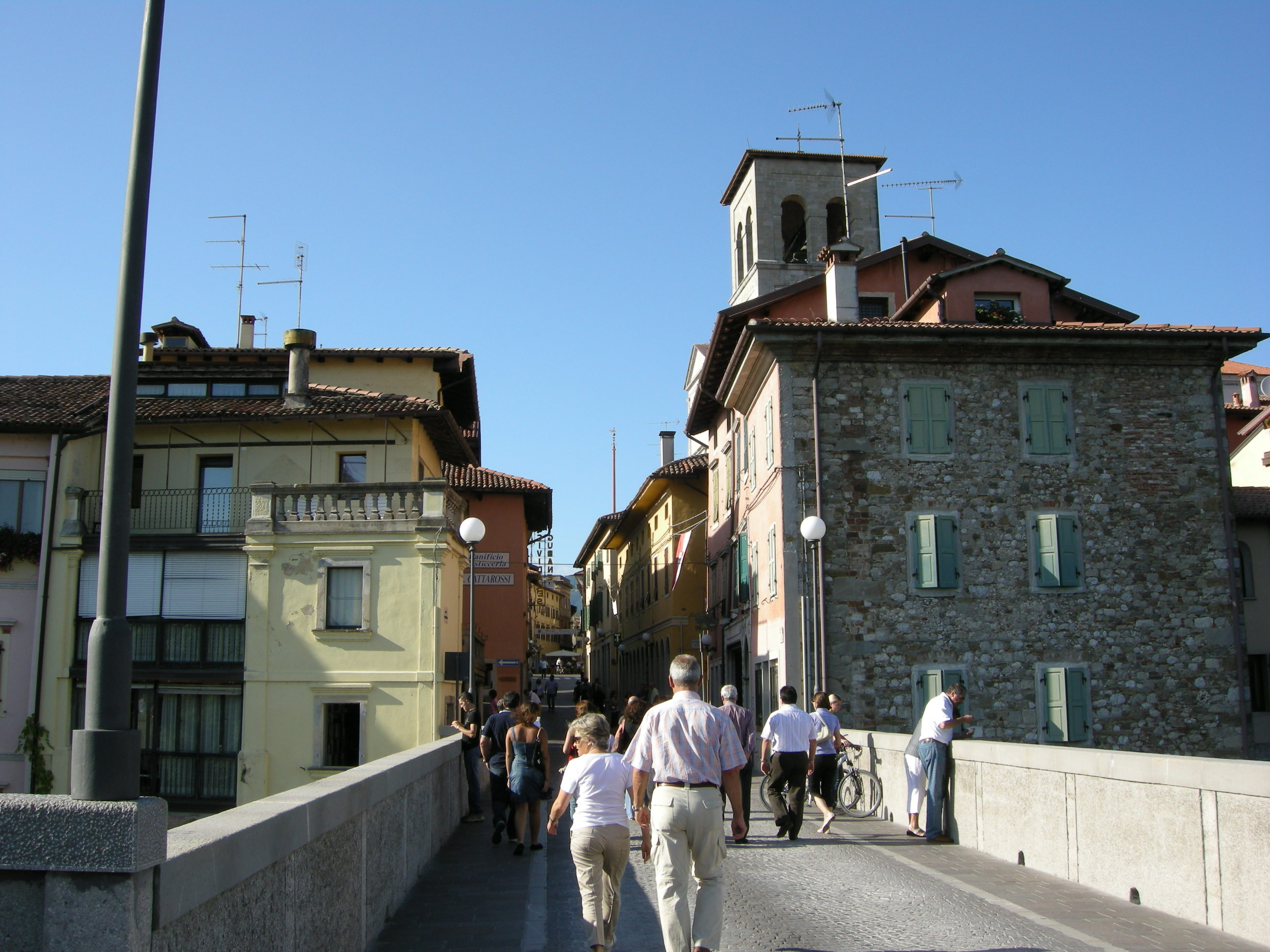
Le passage
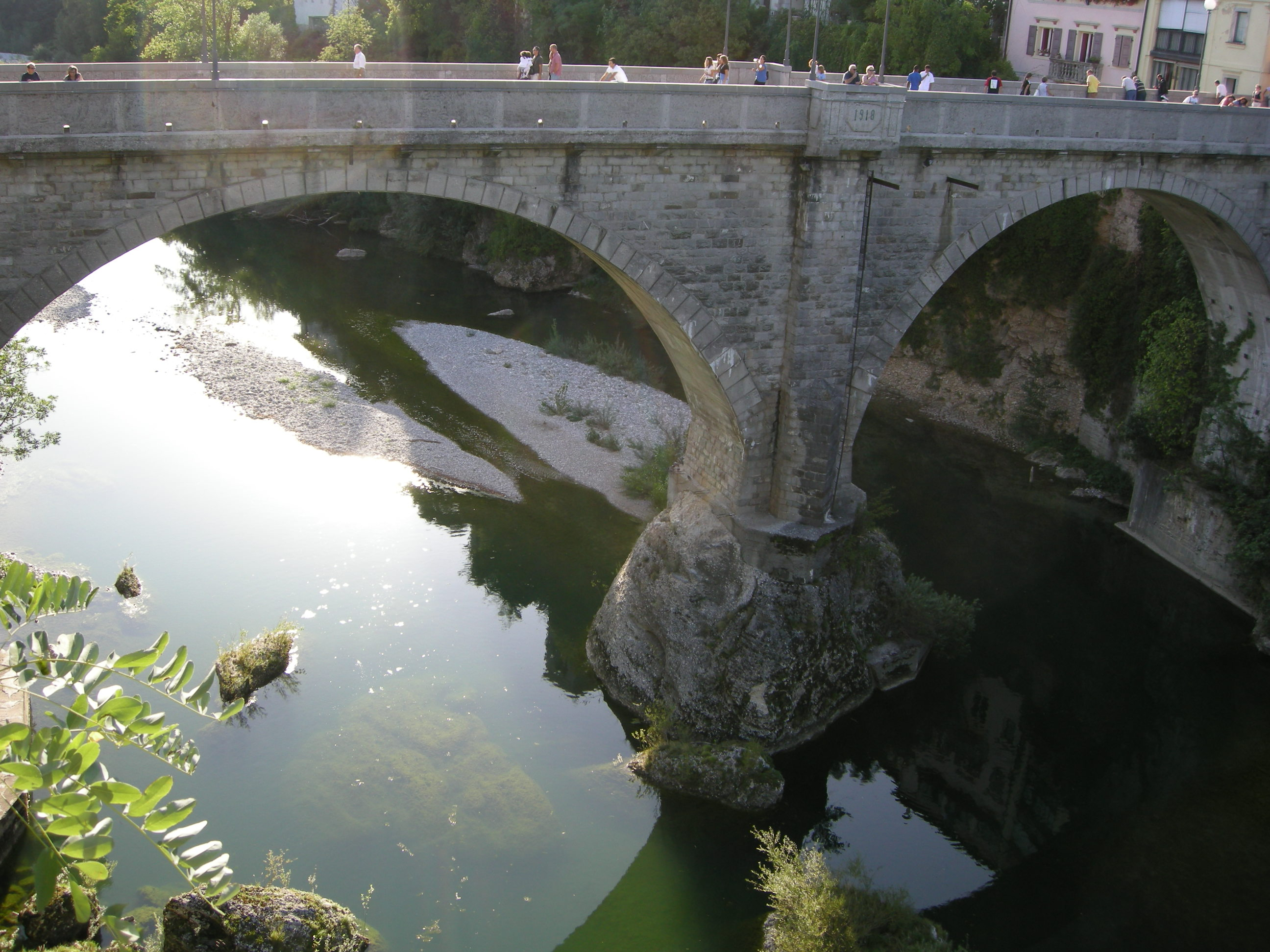
Les arcs
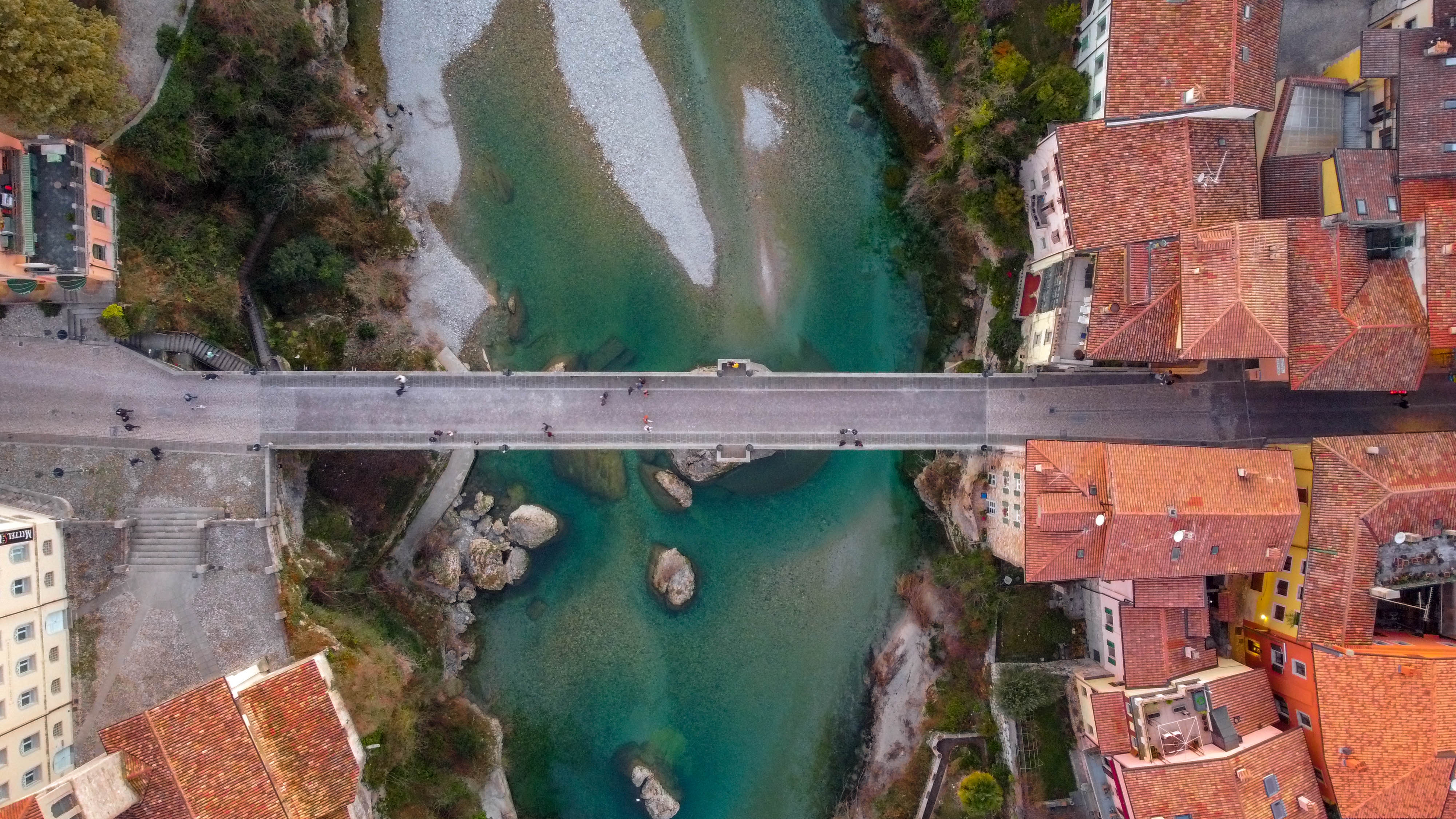
Photo aérienne du pont du Diable

### Événements
Pour commémorer la très grave peste de 1557, une œuvre est commandée, créée en 1601 par le peintre Palma le Jeune, aujourd'hui visible dans l'église San Pietro ai Volti avec les saints canoniques Sébastien et Roch où, en arrière-plan, figure la vue du pont sur le Natisone.
À l'occasion du centenaire de la bataille de Cividale, en 2017, une série d'événements commémoratifs sont créés avec, comme événement central, la création d'une gigantesque peinture anamorphique réalisée au-dessus du pont, qui représente l'apparence du pont après sa destruction en 1917. La peinture anamorphique commémorative du centenaire est conçue et organisée par l'artiste italien Fabio Maria Fedele, et réalisée par une équipe d'artistes européens appartenant aux nations en guerre à l'époque comme signe symbolique de la paix retrouvée. Ce tableau, nommé La voix de l'éphémère apparent, est réalisé au sol et sur les parapets du pont, occupant une superficie de 570 mètres carrés. C'est la plus grande œuvre anamorphique réalisée en Italie et l'une des plus grandes d'Europe. La peinture anamorphique est conçue et proposée comme un « monument éphémère » de l'État, présentant pour la première fois l'art urbain de la peinture de chaussée comme un art d'expression officielle de l'État aux plus hauts niveaux institutionnels.

## Origine du nom
Le nom du pont dérive d'une légende populaire, probablement alimentée par les vicissitudes de la construction de l'artefact : on raconte que pour construire le pont, les habitants de Cividale ont demandé l'aide du Diable. En échange, il aurait exigé l'âme de la première créature à passer sur le pont. Le pacte accepté, en une seule nuit, le Diable érige le pont, mais le lendemain matin, les citoyens laissent un animal, ou un chat ou un chien ou même un cochon, selon d'autres versions, passer sur le pont (il parait qu'à certaines périodes de l'année on peut entendre des bruits, semblables à des grognements, provenant du lit de la rivière autour du pont). Le Diable ainsi moqué, doit se contenter de l'âme de l'animal, laissant les habitants de Cividale en paix pour toujours.
Selon une autre version répandue, le diable se serait limité à simplifier la construction de l'ouvrage en plaçant la grosse pierre sur laquelle repose le pilier central du pont.